# Anonimna splitska kronika
Anonimna splitska kronika, kronika sačuvana u prijepisu koji se datira u drugu polovicu 16. ili početak 17. stoljeća, a koja se čuvala u fondu knjižnice Fanfogna-Garagnin. Kroniku je pronašao i sačuvao u kodeksu povijesnih zapisa trogirski plemić Petar Lučić (o.1550-1614.), otac znamenitog povjesničara Ivana Lučića (1604.-1679.), nazvanog počasnim imenom otac hrvatske historiografije.
Tekst je zapisan u humanističkoj kurzivi koja se datira u kraj 16. i početak 17. stoljeća, ali nastanak same kronike, sačuvane u tom prijepisu, datira se u 14. stoljeće i srednji vijek, zbog '"barbarske latinštine" te nekih izraza i oblika riječi, a smatra se da je, na osnovu svog sadržaja, nastala u splitskoj sredini. Hrvatski povjesničar Stjepan Gunjača (1909.-1981.) smatrao je da je kronika nešto mlađeg postanka.

## Sadržaj sveska u kojem se nalazi kronika
Sadržaj kronike nalazi se u sveski i nalazi se na njena prva tri lista naslovljen "O djelima kralja Zvonimira i... nasljednika" (De actibus Zuonimiri regis et... successoribus). Nakon toga dolaze drugi dokumenti, kao bilješka o gradnji trogirske crkvice (Sancta Maria in Plathea). Na drugoj strani četvrtog lista zapisan je Testamentum Quirini Principis Salonae, a nakon toga dolaze dodatne bilješke i latinsko pismo adresirano na dubrovačka nadbiskupa. Na kraju se nalaze talijanske ljetopisne bilješke od 1243. do 1549. godine.
Sveska je činila dio rukopisne građe koju je sakupljao trogirski sakupljač starina, Petar Lučić, a sadržavala je ukupno 10 listova.

## Sadržaj kronike
Kronika donosi nekoliko važnih informacija iz hrvatske povijesti s kraja 11. stoljeća i početka 12. stoljeća, a obuhvaća razdoblje od kraja vladavine hrvatskog kralja Dmitra Zvonimira (1075.-1089.) do predaje dalmatinskih gradova ugarskom kralju Kolomanu 1107. godine. U kronici je zapisana i legenda o nasilnoj smrti kralja Zvonimira, ali je opisano i razdoblje anarhije nastalo nakon kraljeve smrti. Također, spominje se i sporazumu hrvatskih plemenitih rodova s kraljem Kolomanom te spomen o privilegijama koje su dobili dalmatinski gradovi od ugarskog kralja.